# Фейзуллах ефенди
Фейзуллах ефенди е роден през 1639 г. в Ерзурум. Рожденото му име е Мехмед. Син е на мюфтията на Ерзурум Сеид Мехмед ефенди и Шерифе хатун. Основното си образование получава от баща си. В Ерзурум става полиглот като ученик на Мехмед Вани ефенди, който е един от изтъкнатите учени в района на Ерзурум по това време. По молба на Мехмед Вани заминава за Константинопол, издигайки се до султански учител в Одрин, където пребивава от 1664 г. По някое време е султански коняр. 
От 1669 г. е личен учител на сина на Мехмед IV – Мустафа II. През 1674 г. е назначен в медресето на бъдещия султан Ахмед III с ранг „имперски съдия“, а от 1678 г. е назначен за личен възпитател на бъдещия султан Ахмед III с ранг „румелийски казаскер“. 
На 14 февруари 1688 г. веднага след възкачването на Сюлейман II на престола е издигнат за Шейх юл-ислям. Духовното управление на Фейзуллах ефенди продължава точно седемнадесет дни и се характеризира с военни сътресения. На 2 март, вторник, еничарите се надигат срещу великия везир Сиявуш паша, убиват Абаза Сиявуш паша и обсебват печата на шейх юл-исляма от Фейзуллах ефенди, принуждавайки го да се оттегли в личното си имение, а седмица по-късно го отпращат в родния му град.
Следващите седем години Фейзуллах ефенди се подвизава в Ерзурум, след което отново пристига в Одрин по покана на Мустафа II на когото някога е учител, във връзка с възкачването на Мустафа II на престола през 1695 г. За втори път е Шейх юл-ислям от 25 май 1695 г. и този път се задържа като такъв повече от осем години без прекъсване. Фейзуллах ефенди има огромно влияние над султан Мустафа II. Възползвайки се от това, той се меси в държавните работи, назначавайки свои роднини на високи постове, без значение на притежаваните от тях качества. Той дори получава ираде от султана, че неговият син Фетхуллах ефенди трябва да стане шейх юл-ислям след него – абсолютен прецедент в османската история. Тези неадекватни действия и участието му в назначения и уволнения, увеличаващи още повече влиянието му, водят до силна вътрешна реакция и служат като повод за т.нар. истанбулско въстание.
Като шейх юл-ислям Фейзуллах ефенди е основен опонент на Хюсеин паша Кьопрюлю, който е заточен в Силиврия. Напрежението между великия везир и улемата ескалира още със смъртта на капудан пашата Мезоморта Хюсеин паша през 1701 г., след което Хюсеин паша умира при неясни обстоятелства през 1702 г.
Поради усложнената ситуация Фейзуллах ефенди и сина му Фетхуллах ефенди са освободени от държавна опека на 27 юли 1703 г. и бягат на север. Заловени са в Провадия и са докарани полуголи в Одрин. Разгневената тълпа ги качва за назидание полуголи и полуживи на магарета и крастави портиерски коне, които ги разкарват из цялата одринска чаршия, докато биват опявани от православни свещеници с кандила. Накрая и двамата са обезглавени, главите им са носени на копия, след което монаси завързват краката им с въжета и разчленените им тела са изхвърлени в река Тунджа.